# Duboisia myoporoides
Duboisia myoporoides, conocido comúnmente en como Corkwood (palo corcho), es una especie de arbusto o arbolito del género Duboisia en la familia Solanaceae. Es endémica, al igual que el género, de las áreas de alta pluviosidad en las márgenes del bosque templado húmedo del este de Australia y de Nueva Caledonia.

## Descripción
Tiene la corteza gruesa y corchosa.
Las hojas son de forma obovada a elíptica, de 4–15 cm de largo y 1–4 cm de ancho. Las pequeñas flores surgen en racimos. Los frutos son bayas globosas de color púrpuro negruzco (no comestibles).

## Usos
Las hojas son una fuente comercial de alcaloides útiles en la farmacéutica. Los mismos alcaloides confieren a todas las partes de la planta efectos venenosos. Las hojas contienen un número de ellos, incluida la escopolamina, usada para tratar cinetosis, desórdenes del estómago, y los efectos colaterales de la terapia contra el cáncer.

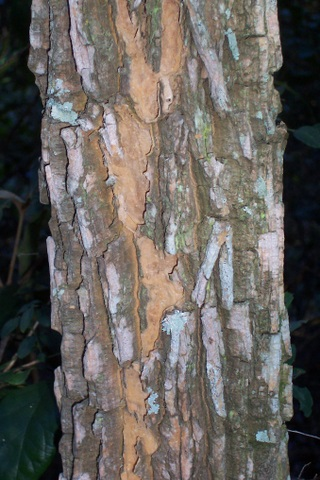
Detalle de la corteza. Espécimen en el Parque nacional Wyrrabalong, Australia

## Taxonomía
Duboisia myoporoides fue descrita, sin figuración, por Robert Brown y publicado en Prodromus Florae Novae Hollandiae, p. 448, en el año 1810.
Sinonimia
- Entrecasteauxia elliptica Montrouz.[5]